# Fischereis
Fischereis ist eine Wüstung auf dem Gebiet der Gemeinde Hohenfels im oberpfälzischen Landkreis Neumarkt in der Oberpfalz in Bayern. Sie liegt im Truppenübungsplatz Hohenfels.

## Geschichte
Die Einöde Fischereis gehörte ursprünglich zu Schmidmühlen, 1924 wurde sie der Gemeinde Bergheim zugeteilt. Der Ort bestand 1925 aus einem Wohngebäude und hatte sieben Einwohner. 1944 wurde die Gemeinde Bergheim aufgelöst und ihr Gebiet dem Heeresgutsbezirk Hohenfels zugeteilt. 1950 kam Fischereis zur Gemeinde Nainhof-Hohenfels und hatte ein Wohngebäude und sechs Einwohner.